# Temporada 1968-69 de los Seattle SuperSonics
La temporada 1968-69 fue la segunda de los Seattle SuperSonics en la NBA. La temporada regular acabó con 30 victorias y 52 derrotas, ocupando el sexto puesto de la división Oste, no logrando clasificarse para los playoffs.

## Elecciones en elDraft
| Ronda | Puesto | Jugador      | Posición  | Nacionalidad   | Universidad         |
| ----- | ------ | ------------ | --------- | -------------- | ------------------- |
| 1     | 3      | Bob Kauffman | Ala-Pívot | Estados Unidos | Guilford*           |
| 2     | 16     | Art Harris   | Base      | Estados Unidos | Stanford            |
| 5     | 52     | Al Hairston  | Base      | Estados Unidos | Bowling Green       |
| 10    | 122    | Joe Kennedy  | Alero     | Estados Unidos | Duke                |
| 11    | 136    | Jim Marsh    | Alero     | Estados Unidos | Southern California |

## Temporada regular
| División Oeste           | División Oeste | División Oeste | División Oeste | División Oeste | División Oeste | División Oeste | División Oeste | División Oeste |
| Equipo                   | G              | P              | %              | PD             | Casa           | Fuera          | Neutral        | Div            |
| ------------------------ | -------------- | -------------- | -------------- | -------------- | -------------- | -------------- | -------------- | -------------- |
| x-Los Angeles Lakers     | 55             | 27             | .671           | –              | 32–9           | 21–18          | 2–0            | 30–10          |
| x-Atlanta Hawks          | 48             | 34             | .585           | 7              | 28–12          | 18–21          | 2–1            | 26–14          |
| x-San Francisco Warriors | 41             | 41             | .500           | 14             | 22–19          | 18–21          | 1–1            | 20–20          |
| x-San Diego Rockets      | 37             | 45             | .451           | 18             | 25–16          | 8–25           | 4–4            | 20–20          |
| Chicago Bulls            | 33             | 49             | .402           | 22             | 19–21          | 12–25          | 2–3            | 19–21          |
| Seattle SuperSonics      | 30             | 52             | .366           | 25             | 18–18          | 6–29           | 6–5            | 15–23          |
| Phoenix Suns             | 16             | 66             | .195           | 39             | 11–26          | 4–28           | 1–12           | 8–30           |

## Estadísticas
| Rk | Jugador       | Edad | P  | PT | MP   | TC  | TCI  | %TC  | TL  | TLI | %TL  | RB   | AS  | FP  | PTS  |
| -- | ------------- | ---- | -- | -- | ---- | --- | ---- | ---- | --- | --- | ---- | ---- | --- | --- | ---- |
| 1  | Lenny Wilkens | 31   | 82 |    | 42.2 | 7.9 | 17.8 | .440 | 6.7 | 8.7 | .770 | 6.2  | 8.2 | 3.6 | 22.4 |
| 2  | Bob Rule      | 24   | 82 |    | 37.9 | 9.5 | 20.2 | .469 | 5.0 | 7.4 | .682 | 11.5 | 1.7 | 3.9 | 24.0 |
| 3  | Tom Meschery  | 30   | 82 |    | 32.6 | 5.6 | 12.4 | .453 | 2.7 | 3.6 | .736 | 10.0 | 2.4 | 3.7 | 14.0 |
| 4  | Art Harris    | 22   | 80 |    | 32.0 | 5.2 | 13.2 | .395 | 2.0 | 3.1 | .641 | 3.8  | 3.2 | 4.1 | 12.4 |
| 5  | John Tresvant | 29   | 26 |    | 30.8 | 5.4 | 11.1 | .488 | 2.8 | 4.1 | .673 | 10.3 | 2.4 | 4.1 | 13.6 |
| 6  | Al Tucker     | 25   | 56 |    | 22.5 | 4.2 | 9.7  | .432 | 1.9 | 3.1 | .637 | 5.7  | 1.0 | 2.0 | 10.3 |
| 7  | Bob Kauffman  | 22   | 82 |    | 20.2 | 2.7 | 6.0  | .442 | 2.5 | 3.5 | .702 | 5.9  | 1.0 | 3.1 | 7.8  |
| 8  | Rod Thorn     | 27   | 29 |    | 19.6 | 4.5 | 9.8  | .463 | 2.4 | 3.3 | .732 | 2.9  | 2.8 | 2.0 | 11.5 |
| 9  | Erwin Mueller | 24   | 26 |    | 18.6 | 2.7 | 6.2  | .431 | 1.7 | 2.8 | .597 | 4.0  | 2.4 | 1.7 | 7.0  |
| 10 | Joe Kennedy   | 22   | 72 |    | 17.2 | 2.4 | 6.1  | .395 | 1.4 | 1.7 | .790 | 3.3  | 0.8 | 2.2 | 6.2  |
| 11 | Tommy Kron    | 25   | 76 |    | 14.8 | 1.9 | 4.9  | .392 | 1.3 | 1.8 | .701 | 2.8  | 2.5 | 2.4 | 5.1  |
| 12 | Dorie Murrey  | 25   | 38 |    | 12.2 | 2.0 | 5.1  | .387 | 1.6 | 2.6 | .639 | 3.9  | 0.6 | 2.1 | 5.6  |
| 13 | Al Hairston   | 23   | 39 |    | 7.0  | 1.0 | 2.9  | .333 | 0.2 | 0.4 | .571 | 0.9  | 1.0 | 0.9 | 2.2  |
| 14 | Plummer Lott  | 23   | 23 |    | 7.0  | 0.7 | 2.9  | .258 | 0.1 | 0.2 | .400 | 1.3  | 0.3 | 0.4 | 1.6  |

## Galardones y récords
| Jugador       | Galardón                            |
| Art Harris    | Mejor quinteto de rookies de la NBA |
| Lenny Wilkens | All-Star                            |